# Hitomi Obara
Hitomi Obara (小原 日登美), meisjesnaam Sakamoto (Hachinohe, 4 januari 1981 – 18 juli 2025) was een Japanse worstelaar. Zij werd tijdens de spelen van Olympische Spelen van 2012 in Londen kampioene worstelen vrije stijl tot 48 kg en heeft diverse kampioenschappen op haar naam geschreven.
Obara won haar eerste wereldtitel in 2000 op 19-jarige leeftijd. Ondanks haar behaalde successen op het wereldtoneel duurde het tot 2012 voor Obara opgenomen werd in het Japans olympisch team. Dit had ermee te maken dat het grootste deel van haar carrière zich afspeelde in de gewichtsklasse tot 51 kg, een klasse die niet uitgeoefend wordt in de olympische spelen. Om geen concurrent te zijn voor haar zus Makiko Sakamoto die in de gewichtsklasse tot 48 kg eveneens op topniveau worstelde, werd Obara gedwongen om haar geluk in de hogere gewichtsklassen te proberen. Zij slaagde er niet in om daarmee een plek in het olympisch team te veroveren.
Toen haar zus stopte met haar worstelcarrière, kon Obara wel uitkomen in de gewichtsklasse tot 48 kg en behaalde ze in 2012 in Londen het olympisch goud in deze klasse.
Obara trouwde in 2010.
Obara overleed op 18 juli 2025 op 44-jarige leeftijd.

## Titels
- Aziatisch kampioene vrije stijl tot 51 kg - 2000 en 2005.
- Wereldkampioene vrije stijl tot 51 kg - 2000, 2001, 2005, 2006, 2007 en 2008.
- Wereldkampioene vrije stijl tot 48 kg - 2010 en 2011.
- Olympisch kampioene vrije stijl tot 48 kg - 2012.

2004: Irini Merleni ·
2008: Carol Huynh ·
2012: Hitomi Obara ·
2016: Eri Tosaka ·
2020: Yui Susaki ·
2024: Sarah Hildebrandt
- Bibliotheek van het Japanse parlement: 001126696
- Virtual International Authority File: 295225525